# كاتدرائية القديس إسطفانوس (القدس)
كاتدرائية القديس إسطفانوس أو كنيسة القديس إسطفانوس هي كنيسة كاثوليكية تقع خارج أسوار البلدة القديمة في القدس على الطريق المؤدية شمالاً إلى مدينة نابلس.
تقع كاتدرائية القديس إسطفانوس بجوار دير القديس ستيفن حيث توجد المدرسة الفرنسية للكتاب المقدس والآثار وكنيسة الدير. يرى التقليد القديم أن هذا المكان هو المكان الذي استشهد فيه القديس اسطفانوس حسبما ذكر الشمامسة الشهيد في سفر أعمال الرسل (أعمال الرسل 7: 54-60)، بينما تفترض بعض الروايات الأخرى أن موقع استشهاده يقع في منطقة وادي النار.

## لمحة تاريخية

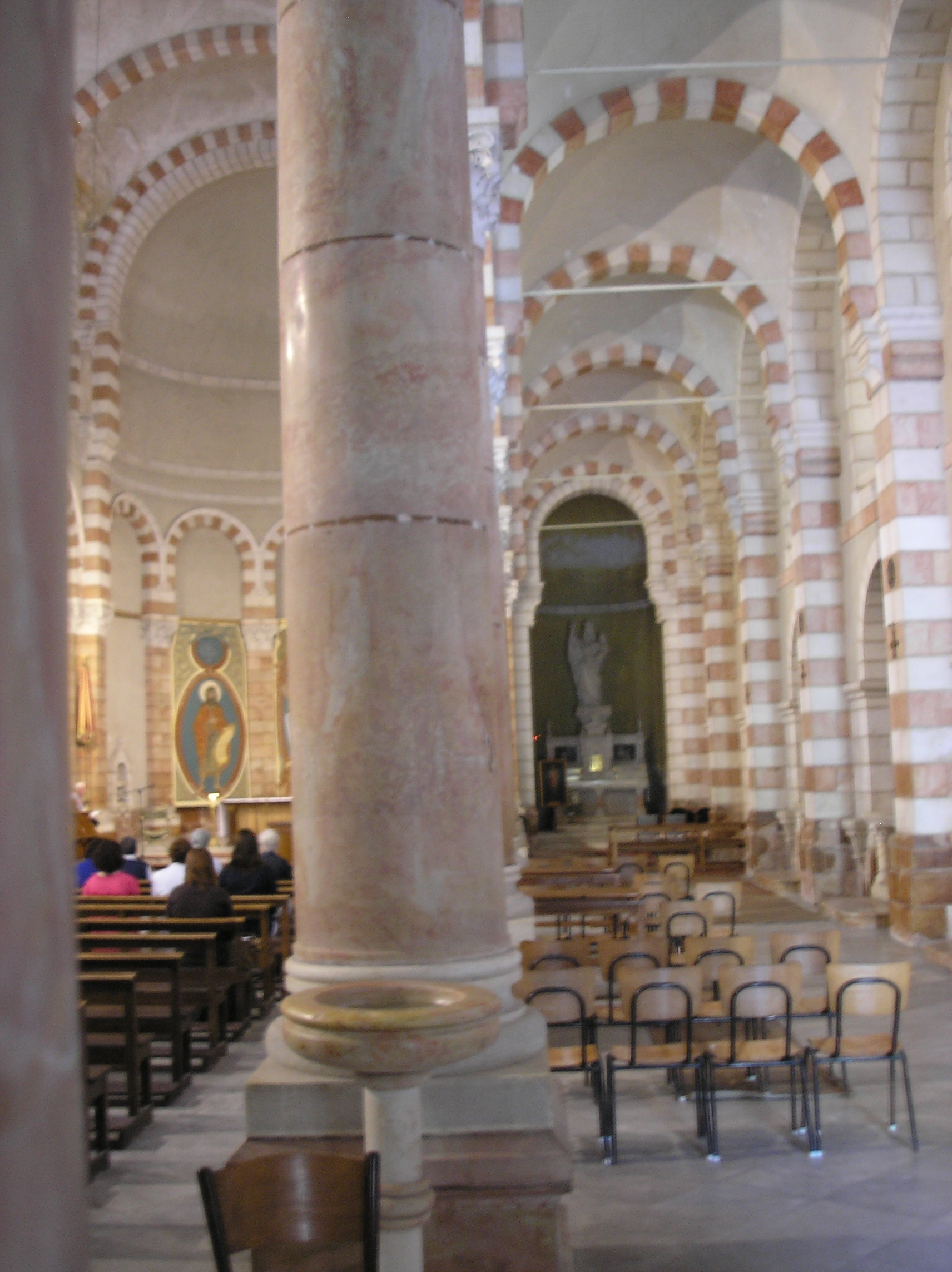
دير القديس إتيان

كانت المرة الأولى التي تم فيها بناء معبد لإحياء ذكرى الاستشهاد في القرن الخامس الميلادي، عندما بدأت الإمبراطورة الرومانية إيليا أودوتشا بناء هيكل في موقع الكنيسة الحالية، وهي كنيسة صغيرة مخصصة للقديس إسطفانوس، حيث دفنت في النهاية. ومع وصول الفرس إلى المنطقة في عام 614 وحصارهم للقدس، تم تدمير الكنيسة الصغيرة. وفي عام 638، قام القديس صفرونيوس ببناء كنيسة صغيرة، ثم أعاد الصليبيون ترميمها وتوسيعها، لكنهم دمروها فيما بعد بأنفسهم خشية أن تقع في أيدي السلطان صلاح الدين. في القرن التاسع عشر استحوذ الدومينيكان الفرنسيون على موقع الآثار القديمة للصليبيين، وبعد الحفريات الأثرية شيد الدير والكنيسة الحالية، والتي تم تدشينها في عام 1900.